# Peter Blank
Peter Blank (ur. 11 maja 1939 w Arnsberg, zm. 26 marca 2021 w Monachium) – niemiecki duchowny rzymskokatolicki, doktor teologii, prawnik, pisarz.

## Życiorys
Absolwent prawa na Uniwersytecie w Bonn (1963). Podczas studiów związał się z Opus Dei. Zachęcony przez św. Josemarię Escriva de Balaguera podjął studia teologiczne w Rzymie, zakończone doktoratem. Od 1968 kapłan Prałatury Opus Dei. W latach 1968–2003 pracował jako nauczyciel religii i duszpasterz akademicki w Akwizgranie, Kolonii, Bonn i Münster. Od 2003 w Monachium - duszpasterz rodzin. Autor kilku książek z zakresu historii Kościoła i apologetyki. Jego książka Wszystko przypadkiem? Wokół darwinowskiej teorii ewolucji (Alles Zufall?: Naive Fragen zur Evolution) została przełożona na język polski (2009), natomiast po jego śmierci ukazało się polskie wydanie Nie jesteś sam (Nicht allein: Wege geistlicher Begleitung) (2022).

## Książki
- Nicht allein: Wege geistlicher Begleitung, Wyd. Adamas Vg, Kolonia 2018, 304 s., ISBN 978-3-937626-37-6
- Luther und seine Zeit: Ein Überblick, Wyd. Christiana, Stein am Rhein 2017, 192 s., ISBN 978-3-7171-1278-5
- Alles Zufall?: Naive Fragen zur Evolution, Sankt Ulrich Verlag Augsburg, 2006, ISBN 3-936484-73-2
- Dass Ehe gelingt ... Miteinander unterwegs, Independently Published, München 2020, 152 s. ISBN 978-1671441040.